# Emanuela Navarretta
Emanuela Navarretta (Campobasso, 3 gennaio 1966) è una giurista italiana, nominata giudice della Corte costituzionale il 9 settembre 2020 dal Presidente della Repubblica Sergio Mattarella.

## Biografia
Emanuela Navarretta è nata a Campobasso il 3 gennaio 1966. Ha vissuto a Roma, dove ha frequentato il liceo classico Francesco Vivona, fino al 1984, quando ha vinto il concorso nazionale di ammissione alla Scuola Superiore Sant’Anna di Pisa, dove si è trasferita per frequentare, contemporaneamente al Sant’Anna, il corso di laurea in giurisprudenza presso l’Università della stessa città. 
Nel 1989 ha conseguito il diploma presso la Scuola Superiore Sant’Anna, sotto la supervisione del professor Francesco Donato Busnelli, e nel 1990 si è laureata in Giurisprudenza con il massimo dei voti e la lode presso l’Università degli Studi di Pisa, con una tesi dal titolo Il contratto autonomo di garanzia (relatore prof. Umberto Breccia, correlatore prof. Ugo Natoli).
Nel 1992, ha conseguito con il massimo dei voti e la lode il dottorato di ricerca presso la Scuola Superiore Sant’Anna di Pisa con una tesi su La causa e le prestazioni isolate.
Dal 1994 al 1999 è stata ricercatrice di diritto privato presso la Scuola Sant’Anna di Pisa e, dal 1999, professore associato di diritto privato presso la stessa Scuola. Dal 2001 fino alla nomina a giudice costituzionale, è professore ordinario di diritto privato e diritto privato europeo presso il Dipartimento di Giurisprudenza dell’Università degli Studi di Pisa.
Tra i diversi incarichi accademici, è stata direttrice del Dipartimento di Giurisprudenza dell’Università di Pisa dal 2016 al 2020 (dopo essere stata vicedirettrice per due mandati) e, nel 2020, è eletta direttrice del Dottorato in Scienze giuridiche dell’Università di Pisa, di cui aveva già coordinato per numerosi anni il curriculum privatistico.
Ha incarichi nei comitati scientifici e di direzione di molte riviste giuridiche e di organi di valutazione scientifica; in particolare, è co-direttrice della Collana Itinerari di diritto privato (il Mulino).
È stata responsabile scientifico di numerosi progetti di ricerca finanziati dal Miur, dalla Fondazione del notariato e dall’Ateneo di Pisa e, in particolare, è stata capofila nazionale del progetto su I livelli di armonizzazione del diritto europeo dei contratti: un’indagine per settori e per tipi contrattuali, mentre più di recente ha coordinato i progetti su Diritti e libertà fondamentali nei rapporti orizzontali: il contratto fra persona e mercato e Il potere della tecnica e la funzione del diritto: un’analisi interdisciplinare di Blockchain.
Dal 2003 è membro dell’associazione European Centre of Tort and Insurance Law e, dal 2018, dell’organismo internazionale European Law Institute (ELI). Fa parte anche della Associazione Civilisti Italiani e, per due mandati, è stata componente del Direttivo.
Nel corso della sua carriera accademica, ha dedicato molta parte dei suoi studi all’incidenza della Costituzione sul diritto privato e all'impatto della complessità delle fonti europee su tale disciplina. In particolare, nell’ambito del diritto privato ha particolarmente approfondito tematiche nell’area del diritto dei contratti e della responsabilità civile.
Ha il titolo di avvocato ed è stata iscritta all’Albo speciale dei docenti universitari.

### Incarichi istituzionali
Nel 2013, è stata relatrice alla Commissione Giustizia della Camera dei Deputati sul progetto di riforma in materia di danno alla persona e nel 2020, fino alla nomina a giudice costituzionale, è stata vicedirettrice vicaria della Scuola Superiore della Magistratura e componente del relativo Comitato direttivo a seguito di nomina da parte del Consiglio Superiore della Magistratura.

### Giudice della Corte costituzionale
Il 9 settembre 2020, in vista della scadenza del mandato di Marta Cartabia, è stata nominata dal Presidente della Repubblica Sergio Mattarella giudice della Corte costituzionale. Ha giurato il 15 settembre 2020 insieme ad Angelo Buscema.

## Vita privata
È sposata con Roberto Barontini.

## Opere scelte
- Emanuela Navarretta, Costituzione, Europa e diritto privato. Effettività e Drittwirkung ripensando la complessità giuridica, Giappichelli,Torino, 2017.
- Emanuela Navarretta, La causa e le prestazioni isolate, Giuffré, Milano, 2000.
- Emanuela Navarretta, Diritti inviolabili e risarcimento del danno, Giappichelli, Torino, 1996.
- Emanuela Navarretta, Laura Ricci e Antonio Vallini (a cura di), Il potere della tecnica e la funzione del diritto: un'analisi interdisciplinare di blockchain, Giappichelli, Torino, 2021.
- Emanuela Navarretta (a cura di), La funzione delle norme generali sui contratti e sugli atti di autonomia privata. Prospettive di riforma del Codice civile, Giappichelli, Torino, 2021.
- Emanuela Navarretta (a cura di), Codice della responsabilità civile, Giuffrè, Milano, 2021.
- Emanuela Navarretta, Elena Bargelli e Valentina Calderai (a cura di), Ragioni del diritto e ragionamenti nel diritto. Atti del Convegno del 29 maggio 2019, Pacini, Pisa, 2020
- Emanuela Navarretta (a cura di), Drittwirkung e principio di effettività nelle discipline di settore, Giappichelli, Torino, 2017.
- Emanuela Navarretta (a cura di), Drittwirkung e principio di effettività. Il dibattito intorno a una ricerca , Giappichelli, Torino, 2017.
- Emanuela Navarretta (a cura di), La metafora delle fonti e il diritto europeo dei contratti. Giornate di studio in onore di U. Breccia, Giappichelli, Torino, 2015.
- Emanuela Navarretta (a cura di), Il danno non patrimoniale. Principi, regole e tabelle per la liquidazione, Giuffré, Milano, 2010.
- Emanuela Navarretta e Andrea Orestano (a cura di), Dei contratti in generale, in Commentario del codice civile, diretto da Enrico Gabrielli, volumi 1-5, Utet, Milano, 2010.
- Emanuela Navarretta (a cura di), Il diritto europeo dei contratti tra parte generale e norme di settore , Giuffré, Milano, 2007.

## Onorificenze e riconoscimenti
- Premio Pisa Donna - 34 ed. Anno 2021  (18 settembre 2021)[15]